# Amantaní
La isla de Amantaní, perteneciente al distrito del mismo nombre en la Región de Puno, Perú, se encuentra al este de la península de Capachica [4.4 km], y al norte de la isla de Taquile [8.1 km], en el Lago Titicaca.
Es una isla de forma casi circular con un diámetro promedio de 3.4 km. Alcanza una superficie de 9,28 km², siendo la mayor isla de la parte peruana del lago (y la segunda en relación con todo él, pues la más grande es la Isla del Sol, con un área de 14.5 km²). Su altura máxima, en la cima del monte Llacastiti es de 4150 m s.n.m., es decir 340 m sobre el nivel del lago (3810 m s. n. m.).
La población tiene aproximadamente 400 familias, repartidas en las 10 comunidades de Santa Rosa, Lampayuni, Sancayuni, Alto Sancayuni, Occosuyo, Occo Pampa , Incatiana, Colquecachi y Villa Orinojón más el pueblo. 
Su principal medio de subsistencia es la actividad agrícola; producen papas, ocas, cebada y habas; en la actividad pecuaria sobresalen los bovinos y vacunos. Su actividad textil es semejante a la de Taquile, tanto en variedad como en diseño. Debido a la existencia de una roca granítica y porosa en el cerro Llakistiti (característica de la roca por la que es más fácil de esculpir), se ha desarrollado una actividad de corte y tallado de utensilios en ese material para el uso cotidiano y para elementos decorativos en la construcción.
La ocupación de la isla se remonta ya a la época pre Inca. Por los años 1580 la isla fue vendida por el Rey Carlos V al español Pedro González.
Desde ese momento la isla estuvo en manos de los gamonales descendientes de los españoles. A comienzos del 1900, como consecuencia de las fuertes sequías, los hacendados comenzaron a vender las tierras a los nativos. Aproximadamente en los años 1950 los campesinos de Amantani habían adquirido casi la totalidad de la isla. Estos han retomado una organización basada en el parentesco y en la reciprocidad del trabajo de la propiedad familiar de parcelas de tierra, sistema mancomunado que es parte de la amplia cultura andina, tanto en el sector Quechua como en el Aimara.

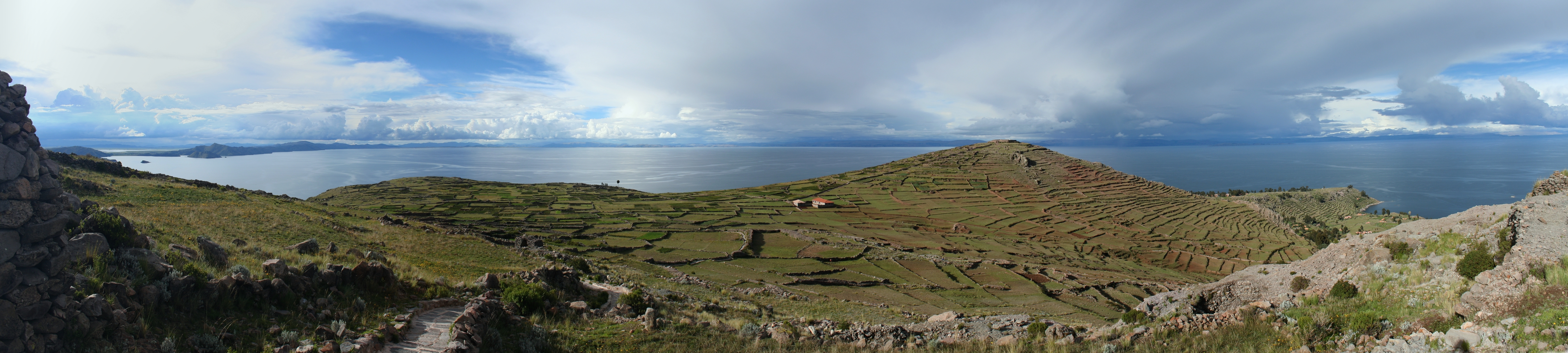
Interior de Amantaní